# Фужи
Фужи (фр. Fouju) је насељено место у Француској у региону Париски регион, у департману Сена и Марна.
По подацима из 2011. године у општини је живело 562 становника, а густина насељености је износила 71,96 становника/km².

## Демографија
| 1962. | 1968. | 1975. | 1982. | 1990. | 2011. |
| ----- | ----- | ----- | ----- | ----- | ----- |
| 260   | 271   | 274   | 357   | 551   | 562   |